# Záboří (okres České Budějovice)
Záboří (německy Saborsch) je obec v okrese České Budějovice v Jihočeském kraji. Leží zhruba šestnáct kilometrů severozápadně od Českých Budějovic. Žije zde 367 obyvatel.

## Historie
První písemná zmínka o vesnici pochází z roku 1263, kdy rytíř Budivoj Čéč ze Železnice prodal Záboří (Zabore) vyšebrodskému klášteru. Následkem morové epidemie v letech 1520 až 1521 se vesnice téměř vylidnila a k jejímu dosídlení pozval vyšebrodský klášter německé osadníky. Až do poloviny 20. století pak představovalo Záboří s okolím německojazyčný ostrov. V roce 1938 v obci žilo 875 obyvatel. V letech 1938 až 1945 bylo Záboří v důsledku uzavření Mnichovské dohody přičleněno k nacistickému Německu.
Od roku 1850 až do současnosti je Záboří samostatnou obcí. Zprvu k ní náležely osady Dobčice, Holašovice, Lipanovice a Strýčice. Roku 1950 přešly Strýčice pod obec Radošovice a Holašovice se nakrátko osamostatnily. V roce 1964 byly Holašovice převedeny pod obec Jankov, čímž Záboří nabylo dnešní rozlohy.

## Přírodní poměry
V katastrálním území Záboří u Českých Budějovic je ptačí oblast Dehtář (kód lokality CZ0311038).

## Obyvatelstvo
| Rok            | 1869 | 1880 | 1890 | 1900 | 1910 | 1921 | 1930 | 1950 | 1961 | 1970 | 1980 | 1991 | 2001 | 2011 | 2021 |
| -------------- | ---- | ---- | ---- | ---- | ---- | ---- | ---- | ---- | ---- | ---- | ---- | ---- | ---- | ---- | ---- |
| Počet obyvatel | 655  | 659  | 589  | 593  | 566  | 593  | 589  | 408  | 385  | 372  | 333  | 286  | 297  | 312  | 360  |
| Počet domů     | 77   | 81   | 80   | 82   | 109  | 111  | 119  | 128  | 97   | 94   | 81   | 87   | 131  | 141  | 143  |

## Obecní správa

### Části obce
Obec Záboří se skládá ze tří částí na dvou katastrálních územích.
- Záboří (k. ú. Záboří u Českých Budějovic)
- Dobčice (leží v k. ú. Lipanovice)
- Lipanovice (i název k. ú.)

### Obecní symboly
Znak a vlajka byly obci uděleny rozhodnutím předsedkyně Poslanecké sněmovny Parlamentu České republiky dne 5. prosince 2012.

## Pamětihodnosti
- Kaple s malbou svatého Floriana a štukovým letopočtem MDCXXXXI (1841) na návsi u rybníka
- Kaplička u silnice
- Kaplička u křižovatky
- Výklenková kaplička se soškou svatého Jana Nepomuckého klenutá nad Zábořským potokem
- Venkovská usedlost s kovárnou
- Tři mohylníky
- Usedlosti čp. 1, 2, 3, 5, 6, 10, 12, 13, 15, 16, 17, 18, 20, 25, 28 a 29

Záboří bylo v roce 1995 vyhlášeno vesnickou památkovou rezervací. Některé vesnické usedlosti jsou ve stylu selského baroka. Podobná lze najít např. v Dubném a v Holašovicích.

## Zajímavosti
Podle obce byla pojmenována planetka (175017) Zabori.

## Osobnosti
- Bartoloměj Čurn (1824–1905), malíř a fotograf působící především v jižních Čechách

## Galerie

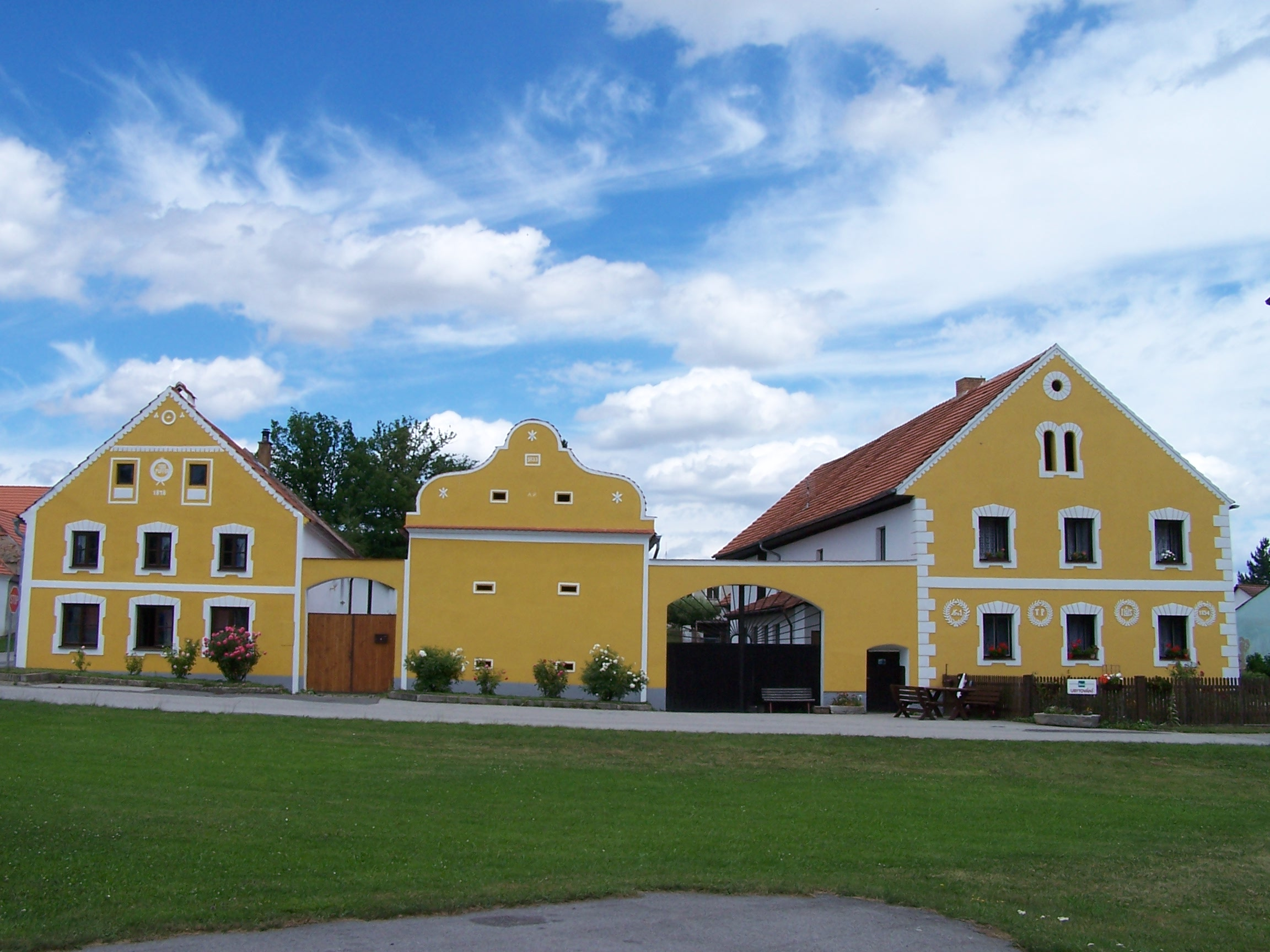
Obec ve směru na Strýčice
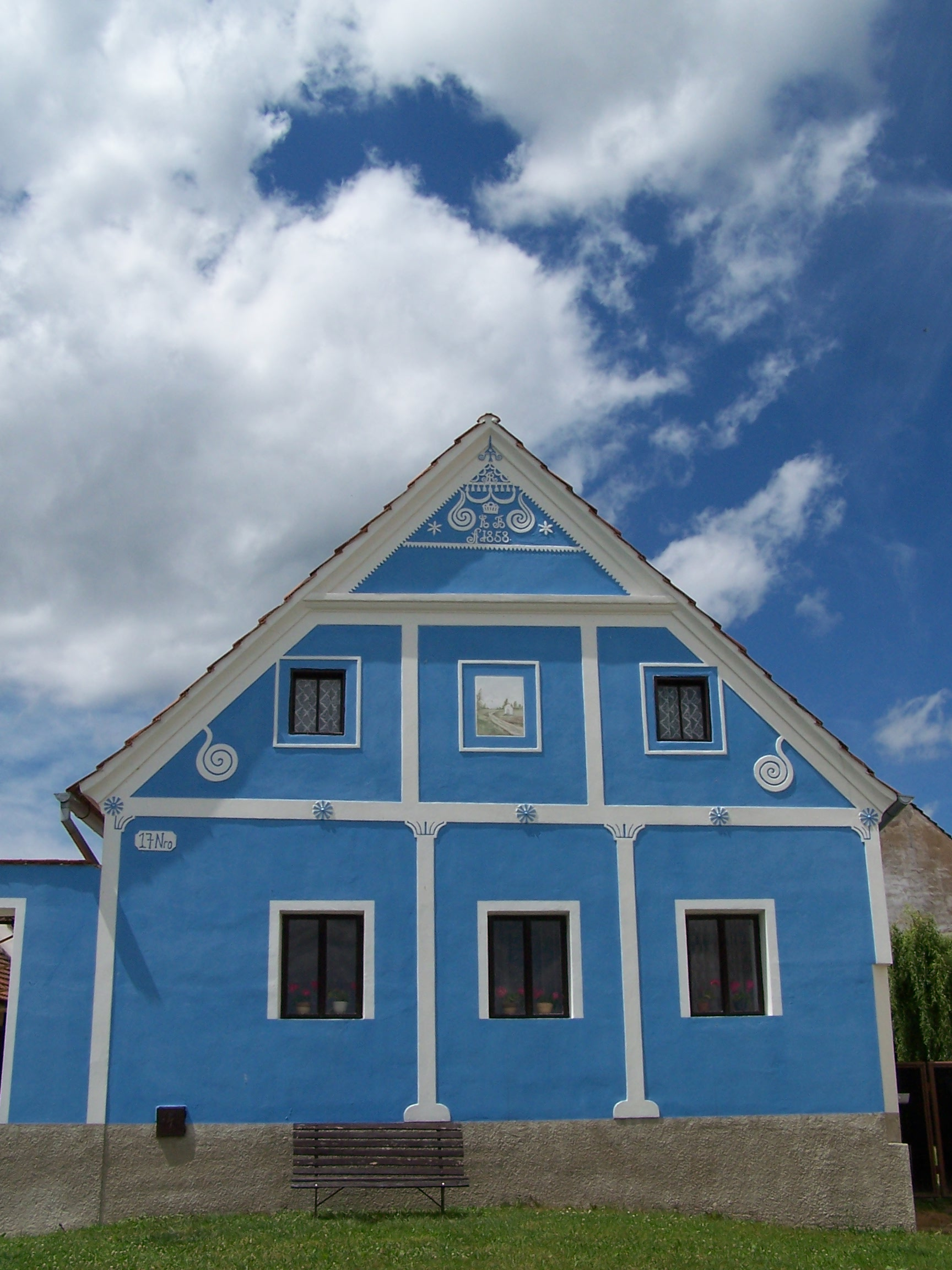
Usedlost v obci
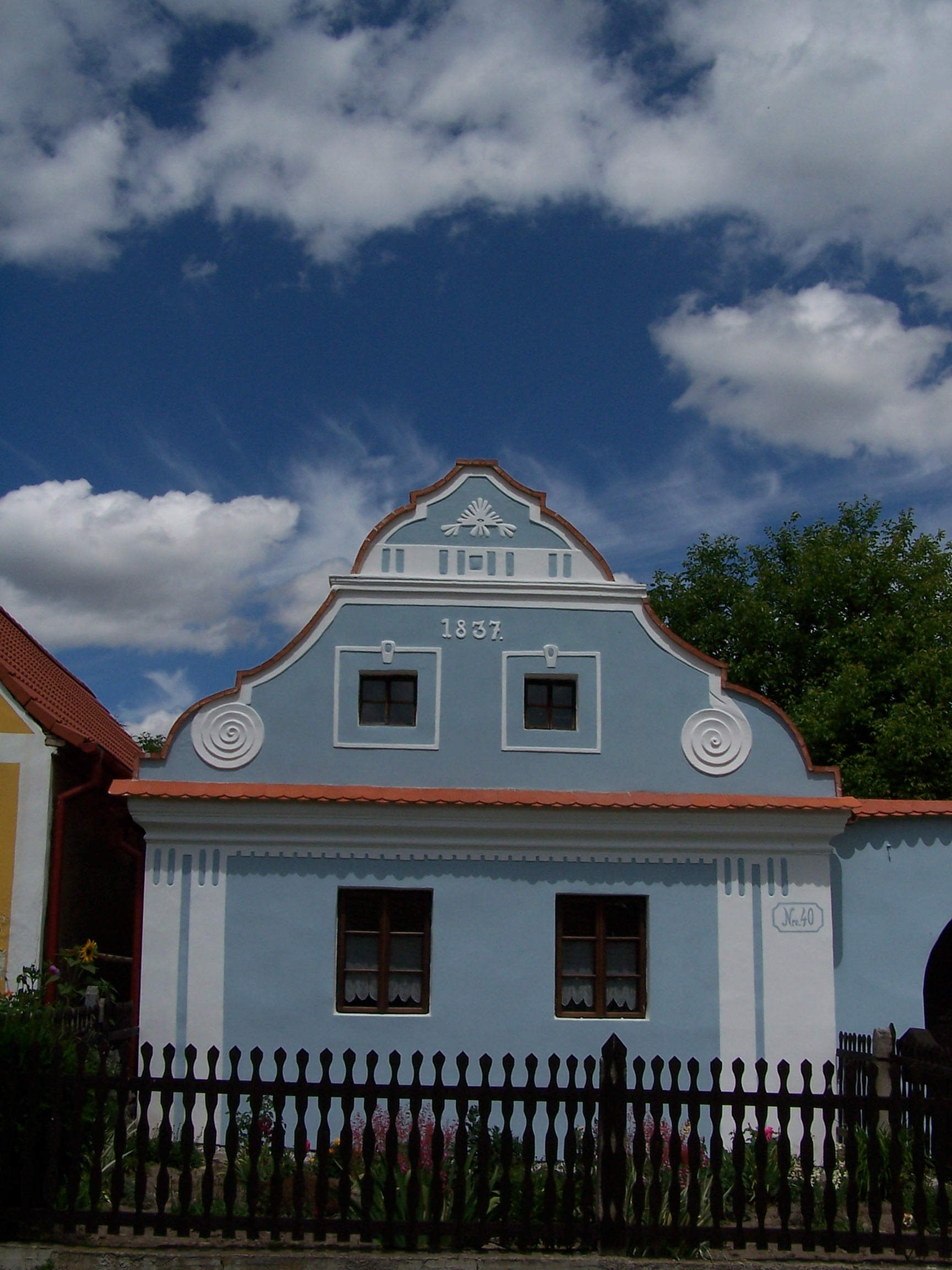
Usedlost v obci
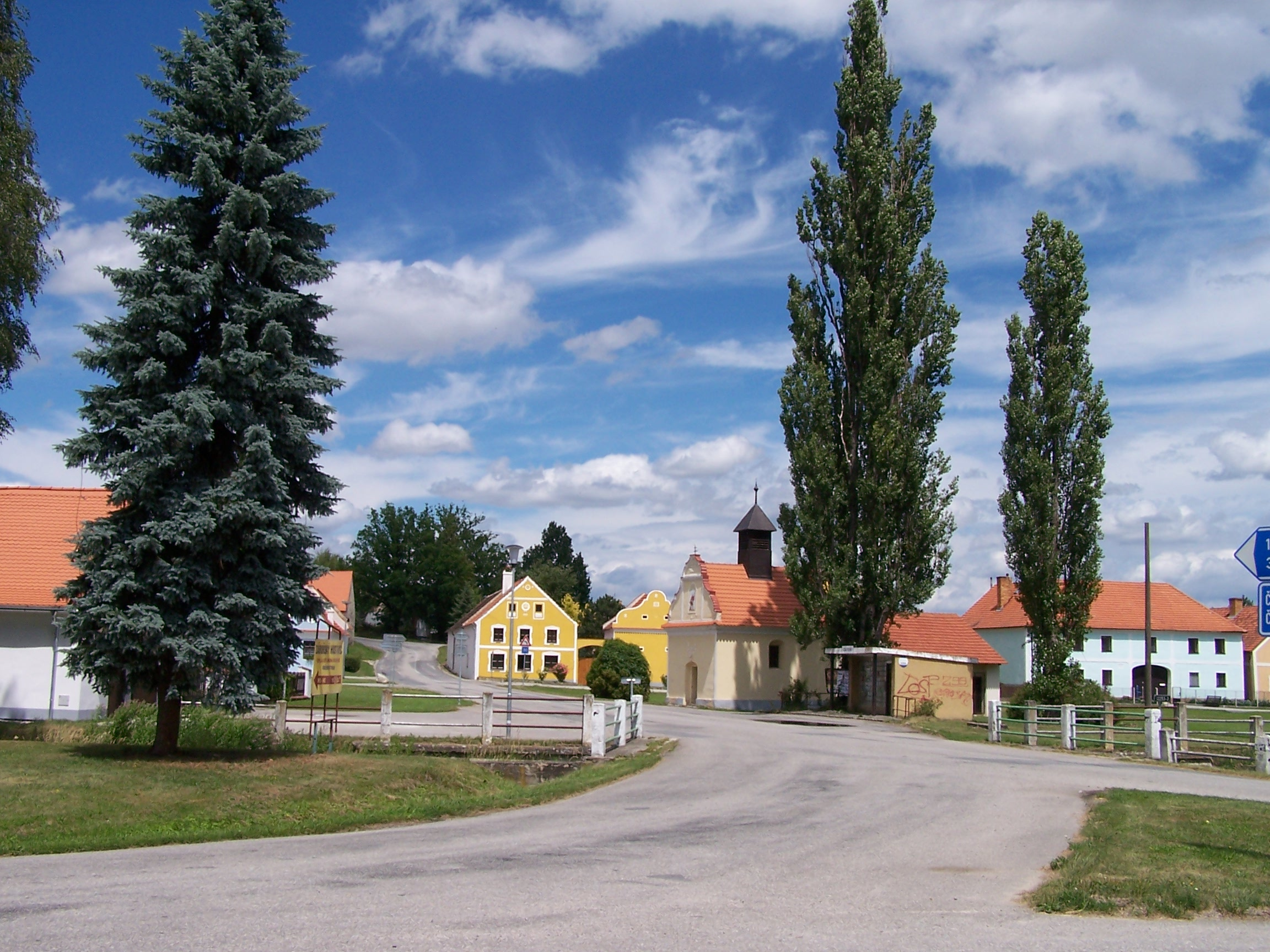
Průjezd Zábořím ze směru Holašovice na Strýčice